# Гровантри

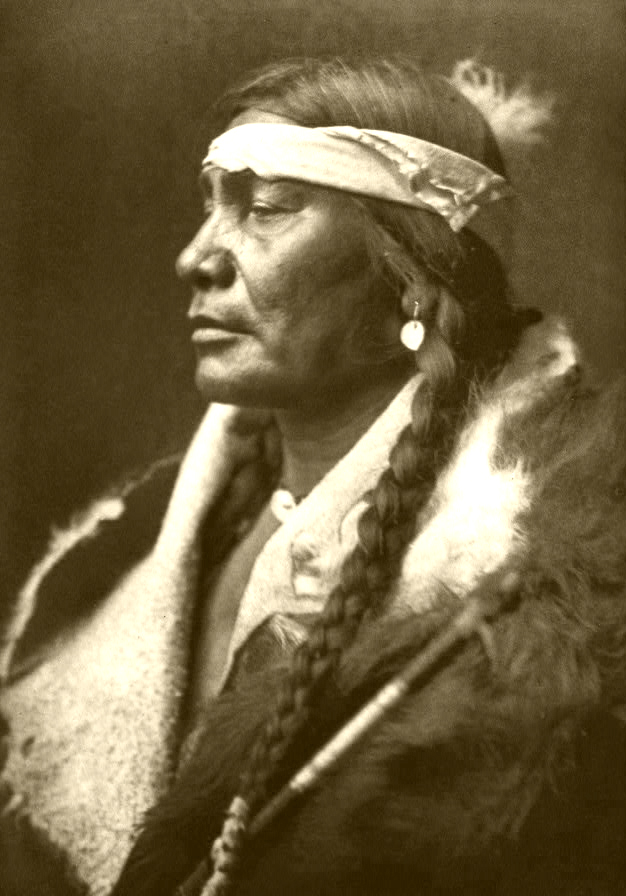
Індіанець з резервації Форт-Белкнап незрозумілої племінної приналежності: ассінібойн або гровантр. Фотограф Едвард Кертіс.

Грова́нтри або. «великий живіт», (фр. Gros Ventres), також відомі як атсіна,хітуньена, самоназва «A'ani або A'aninin» — америндський народ, котрий проживає у північно-центральній частині штату Монтана.

## Назва
Назва «великий живіт» виникла через нерозуміння французами жестової мови даного племені. Також відомі під назвою атсіна — слово з мови Чорноногі, що означає «люди кишок». Нарешті, плем'я арапахо, називало їх ' Hitunena, «жебраки» Всі зазначені назви члени даного племені сприймають як невірні і принизливі. Самоназва племені гровантрів звучить як A'ani або A'aninin, що означає «люди білої глини».

## Історія розселення
Арапахо і аанінін (гровантри) раніше являли собою одне велике плем'я, Червоної річки на півночі штату Міннесота і на півдні Канади і поділене на початку XVIII століття. Арапахо мігрували на південь, тоді як ааніін залишилися в Саскачеван тобто Мови обох племен схожі. На час першого контакту з європейцями в 1754 р. плем'я ааніін (гровантри) проживало в Канадських преріях поблизу річки Саскачеван.
В результаті тривалої ворожнечі з племенами крі і ассінібойнов вони були змушені мігрувати з Канади в першій половині XIX століття, оскільки до того часу крі стали купувати вогнепальну зброю у Компанії Гудзонової Затоки. В помсту гровантри близько в р. 1793 атакували і спалили факторію компанії в Саут-Бренч-Хаусі
на річці Південний Саскачеван поблизу сучасного міста Сент-Луїс. Мігрувавши на південь, гровантри уклали союз з Чорноногі і засвоїли культуру Великих рівнин, включаючи їзду на конях, використання вогнепальної зброї, міграцію за стадами бізонів. Гровантри відмовилися отримати плату за договором разом зі своїми давніми ворогами Сіу, у зв'язку з чим уряд США заснувало Форт-Белнеп в 1878 р. поблизу сучасного міста Чинук в штаті Монтана. У 1888 р. чорноногі, ассінібойни і гровантри змушені були поступитися більшу частину своїх земель. Два останніх племені, незважаючи на їх історичну ворожнечу, поселили в резервацію агентства Форт-Белкнап (Fort Belknap) на півночі штату Монтана, де вони спільно проживають і сьогодні.
До 1904 р. налічувалося всього 535 членів племені. Нинішня чисельність становить 3,6 тис. осіб (разом з метисами).